# Bretwalda

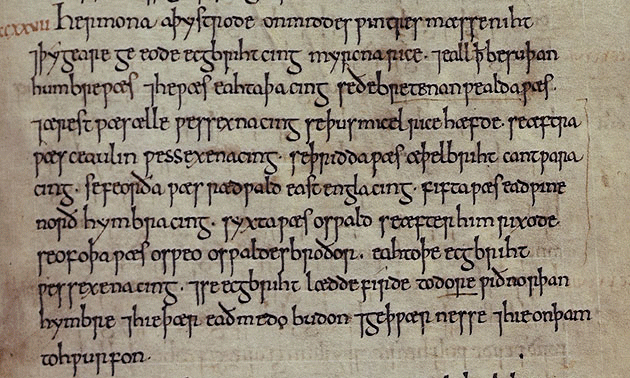
A 827-re vonatkozó bejegyzés az Angolszász krónikában, amely a nyolc bretwaldát sorolja fel

A Bretwalda (más néven brytenwalda és bretenanwealda, néha nagybetűvel) egy óangol szó. Az első feljegyzés a 9. század végi Angolszász krónikából származik. Az 5. századtól kezdődően az angolszász királyságok néhány olyan uralkodója kapja, akik elérték a többi angolszász királyság egy részének vagy az összes feletti uralmat. Nem világos, hogy a szó az 5. századból származik, és maguk a királyok használták, vagy csak később, 9. században találták ki. A bretwalda kifejezés Æthelstan 10. századi oklevelében is megjelenik. A kifejezés szó szerinti jelentése vitatott, és lefordítható a „széles uralkodó” vagy a „brit uralkodó” kifejezésre.
Mercia uralkodói a 7. század közepétől a 9. század elejéig általában a leghatalmasabb angolszász királyok voltak, de a krónikában nem említik őket bretwalda címen, amely Mercia-ellenes elfogultsággal bírt. A Walesi Évkönyvek továbbra is a northumbriai királyokat a "szászok királyaiként" ismerte el I. Osred 716-os haláláig.

## Bretwaldák

Az angolszász királyságok

### Az Angolszász krónika listája
- Ælle sussexi király (kb. 488–514)

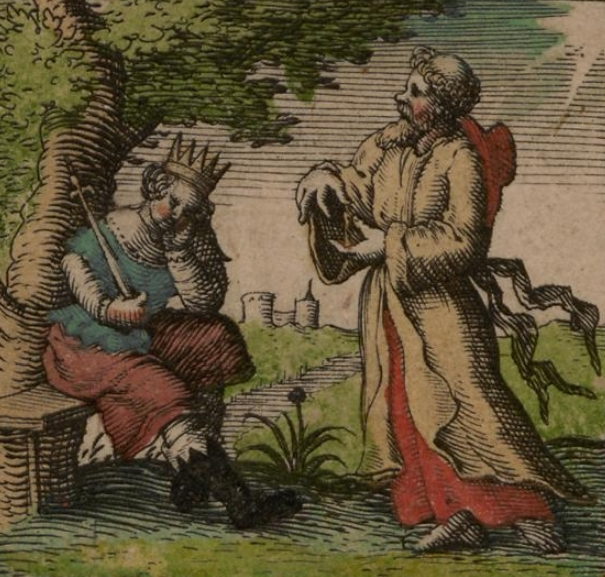
Eadwine northumbriai király képzeletbeli ábrázolása John Speed Szász heptarchia című alkotásából (1611)

- Ceawlin wessexi király (560–592, meghalt 593-ban)
- I. Æthelberht (590–616)
- Rædwald kelet-angliai király (600 körül – 624 körül)
- Eadwine northumbriai király (616–633)
- Oswald northumbriai király (633–642)
- Oswio northumbriai király (642–670)
- Egbert wessexi király (829–839)
- Alfréd wessexi király  (871–899)

### Merciai uralkodók hasonló vagy nagyobb tekintéllyel
- Penda merciai király (626/633–655)
- Wulfher merciai király (658–675)
- Æthelred merciai király (675–704, meghalt 716-ban)
- Æthelbald merciai király (716–757)
- Offa merciai király (757–796)
- Cœnwulf merciai király (796–821)

### Egyéb lehetséges jelöltek
- Æthelstan wessexi király (927–939)

## Etimológia
A bretwalda kifejezés első szótagja a briton vagy Britannia szóval állhat összefüggésben. A második elem jelentése 'uralkodó' vagy 'szuverén' (régiesen független fejedelem, uralkodó ). Így az egyik értelmezés lehet 'Britannia uralkodója'.   Egyébként a szó lehet az óangol brytten ("széles", a breotan igéből származó, "megtörni" vagy "szétszóródni" jelentésű) melléknév összetétele,  ez az elem megtalálható a bryten rice ("királyság"), bryten-grund ("a föld nagy kiterjedése") és bryten cyning ("király, akinek hatalma széles körben elterjedt") kifejezésekben is. Bár az eredet nem egyértelmű, az Æthelstan király által kiadott oklevél rajzolója úgy használta a kifejezést, hogy az csakis "széles uralkodót" jelenthet. 
Ez utóbbi jelentést először a John Mitchell Kemble javasolta  aki utalt arra, hogy "a hat kézirat közül, amelyben ez a szakasz előfordul, csak az egyikben olvasható Bretwalda: a fennmaradó ötből négyben Bryten-walda vagy -wealda, és egy Breten-anweald, amely pontosan a Brytenwealda szinonimája"; hogy Æthelstan neve brytenwealda ealles ðyses ealondes,  amit Kemble úgy fordít, hogy "mindezen szigetek uralkodója"; és hogy a bryten- egy gyakori előtag a "széles vagy általános szétszóródást" jelentő szavakhoz, és hogy a bretwealh ("Briton") szóval való hasonlóság "csupán véletlen". 

## A kifejezés használata
A Bretwalda kifejezés első feljegyzett használata egy 9. század végi nyugat-szász krónikából származik, amely a kifejezést  Egbert wessexi királyra alkalmazza, aki 802 és 839 között uralkodott Wessexben. A krónikás hét olyan király nevét is feljegyezte, akiket Bede 731-ben a Historia ecclesiastica gentis Anglorum című művében felsorolt. A krónika minden későbbi kézirata a Brytenwalda kifejezést használja, ami lehet, hogy az eredeti kifejezést jelentette, vagy egy általános tévedésből származik.
Nincs bizonyíték arra, hogy a kifejezés olyan cím lett volna, amelynek gyakorlati haszna volt, és amely formális jogokat, hatásköröket és hivatalokat jelentett volna, sőt arra sincs bizonyíték, hogy a 9. század előtt létezett volna. Bede latinul írt, és soha nem használta ezt a kifejezést, és az imperiummal rendelkező királyok listáját óvatosan kell kezelni, nem utolsósorban azért, mert figyelmen kívül hagy olyan királyokat, mint Penda merciai király, aki nyilvánvalóan valamiféle uralmat gyakorolt uralkodása alatt. Hasonlóképpen, a nyugat-szász krónikás a bretwaldák felsorolásában figyelmen kívül hagyta az olyan  merciai királyokat, mint Offa.
A Bretwalda kifejezés használata egy nyugat-szász krónikás kísérlete volt arra, hogy a a nyugat-szász királyok valamiféle igényt támasszanak egész Nagy-Britanniára. A korszakban legalábbis elismerték az egész Britannia feletti uralom fogalmát, bármit is értettek a kifejezés alatt. Elég valószínű, hogy ez a "Britannia" római fogalmának továbbélése volt: jelentős, hogy míg az érméken szereplő feliratok és az oklevelekben szereplő címek gyakran tartalmazzák a rex Britanniae címet, Anglia egyesítésekor a használt cím a rex Angulsaxonum ("az angolszászok királya") volt.

## A történészek modern értelmezése
Egy ideig a bretwalda szó létezése az angolszász krónikában, amely részben Bede Historia Ecclesiastica című művében szereplő listán alapult, arra késztette a történészeket, hogy azt gondolják, hogy talán létezett egy "cím", amelyet az angolszász főurak birtokoltak. Ez különösen vonzó volt, mivel megalapozhatta volna az angol monarchia létrehozását. A 20. századi történész, Frank Stenton azt mondta az angolszász krónikásról, hogy "pontatlanságát bőven ellensúlyozza, hogy megőrizte az angol címet, amelyet ezekre a kiemelkedő királyokra alkalmaztak." Úgy vélte, hogy a bretwalda kifejezés "összhangban van a többi bizonyítékkal, amely a legkorábbi angol intézmények germán eredetére utal".
A 20. század későbbi szakaszában ez a feltételezés egyre inkább megkérdőjeleződött. Patrick Wormald úgy értelmezte, hogy "kevésbé egy objektíven megvalósult hivatal, mint inkább egy szubjektíven érzékelt státusz", és hangsúlyozta a használatának részrehajlását a délnorthumbriai uralkodók javára. 1991-ben Steven Fanning úgy érvelt, hogy "nem valószínű, hogy a kifejezés valaha is létezett címként, vagy általános használatban volt az angolszász Angliában". 1991-ben Steven Fanning azt állította, hogy "nem valószínű, hogy a kifejezés valaha is létezett címként, vagy hogy az angolszász Angliában a közhasználatban volt".  Simon Keynes 1995-ben megjegyezte, hogy "ha Bede délnorthumbriai nagyúr fogalmát és a krónikás "Bretwalda" fogalmát mesterséges konstrukcióknak tekintjük, amelyeknek nincs érvényességük azon irodalmi művek kontextusán kívül, amelyekben megjelennek, akkor megszabadulunk a politikai fejlődéssel kapcsolatos feltételezésektől, amelyeket látszólag magukban foglalnak... megkérdezhetjük, hogy a királyok a nyolcadik és kilencedik században vajon tényleg ennyire megszállottan törekedtek-e egy pánszláv állam létrehozására". 
A modern értelmezések szerint a bretwalda-fennhatóság fogalma összetett és fontos mutatója annak, hogy egy 9. századi krónikás hogyan értelmezte a történelmet, és hogyan próbálta az egyre erősebb szász királyokat beilleszteni ebbe a történelembe.

## Fennhatóság
Az angolszász időszakban az uralom és az alárendeltség összetett rendszere létezett. Ilyen kapcsolatra utalt az a király, aki egy másik királyságban földet adományozott oklevelekkel. Ha a másik királyság meglehetősen nagy volt, mint amikor a merciaiak uralták a kelet-angliaiakat, a kapcsolat sokkal egyenrangúbb lehetett, mint a merciaiak uralma a Hwicce felett, amely viszonylag kis királyság volt. Mercia vitathatatlanul a legerősebb angolszász királyság volt a 7. század végén, bár a 8. század nagy részében, bár a merciai királyok hiányoznak a két fő "listáról". Bede számára Mercia hagyományos ellensége volt szülőhazájának, Northumbria-nak, és úgy vélte, hogy az olyan erős királyok, mint a pogány Penda, az angolszászok keresztény térítésének útjában álltak. Bede kihagyja őket a listájából, noha nyilvánvaló, hogy Penda jelentős hatalommal rendelkezett. Hasonlóan nagyhatalmú merciai királyok, mint például Offa, kimaradnak a nyugat-szász Angolszász krónikából, amely igyekezett bizonyítani királyaik legitimitását a többi angolszász nép feletti uralkodásra.

## Lásd még
- Kelet-Anglia uralkodóinak listája
- Essex uralkodóinak listája
- Kent uralkodóinak listája
- Sussex uralkodóinak listája
- Wessex uralkodóinak listája
- Mercia uralkodóinak listája
- Northumbria uralkodóinak listája
- Angol uralkodók listája (1707-ig)
- Briton uralkodók listája
- A britek királyai (az angolszász királyok kortársai)
- Főkirály
- Császár

## Fordítás
Ez a szócikk részben vagy egészben  a   Bretwalda című angol Wikipédia-szócikk ezen változatának fordításán alapul.  Az eredeti cikk szerkesztőit annak laptörténete sorolja fel. Ez a jelzés csupán a megfogalmazás eredetét és a szerzői jogokat jelzi, nem szolgál a cikkben szereplő információk forrásmegjelöléseként.